# Prémios do Cinema Europeu de 2008
A 21ª Edição dos Prémios do Cinema Europeu (em inglês: 21st European Film Awards) foi apresentada no dia 6 de dezembro de 2008, por Mikael Bertelsen. Esta edição ocorreu em Copenhaga, Dinamarca.

## Vencedores e nomeados
A cor de fundo       indica os vencedores.

### Melhor filme
| Filme             | Título no Brasil         | Título em Portugal                                | Diretor/Realizador  | Produção (país)            |
| ----------------- | ------------------------ | ------------------------------------------------- | ------------------- | -------------------------- |
| Gomorra           | Gomorra                  | Gomorra                                           | Matteo Garrone      | Itália                     |
| Il Divo           | O Divo                   | Il Divo - A Vida Espectacular de Giulio Andreotti | Paolo Sorrentino    | Itália                     |
| Entre les murs    | Entre os Muros da Escola | A Turma                                           | Laurent Cantet      | França                     |
| Happy-Go-Lucky    | Simplesmente Feliz       | Um Dia de Cada Vez                                | Mike Leigh          | Reino Unido                |
| El orfanato       | O Orfanato               | O Orfanato                                        | Juan Antonio Bayona | Espanha                    |
| Waltz with Bashir | Valsa com Bashir         | Valsa com Bashir                                  | Ari Folman          | Israel / França / Alemanha |

### Melhor diretor/realizador
| Diretor/Realizador | Nacionalidade (país) | Filme             | Título no Brasil         | Título em Portugal                                |
| ------------------ | -------------------- | ----------------- | ------------------------ | ------------------------------------------------- |
| Matteo Garrone     | Itália               | Gomorra           | Gomorra                  | Gomorra                                           |
| Laurent Cantet     | França               | Entre les murs    | Entre os Muros da Escola | A Turma                                           |
| Andreas Dresen     | Alemanha             | Wolke neun        |                          | Nunca é Tarde Demais Para Amar                    |
| Ari Folman         | Israel               | Waltz with Bashir | Valsa com Bashir         | Valsa com Bashir                                  |
| Steve McQueen      | Reino Unido          | Hunger            |                          | Fome                                              |
| Paolo Sorrentino   | Itália               | Il Divo           | O Divo                   | Il Divo - A Vida Espectacular de Giulio Andreotti |

### Melhor ator
| Ator                           | Nacionalidade (país) | Filme                 | Título no Brasil             | Título em Portugal                                        |
| ------------------------------ | -------------------- | --------------------- | ---------------------------- | --------------------------------------------------------- |
| Toni Servillo                  | Itália               | Il Divo Gomorra       | O Divo Gomorra               | Il Divo - A Vida Espectacular de Giulio Andreotti Gomorra |
| Michael Fassbender             | Irlanda              | Hunger                |                              | Fome                                                      |
| Thure Lindhardt Mads Mikkelsen | Dinamarca            | Flammen & Citronen    |                              | Flame & Citron - Os Resistentes                           |
| James McAvoy                   | Reino Unido          | Atonement             | Desejo e Reparação           | Expiação                                                  |
| Jürgen Vogel                   | Alemanha             | Die Welle             | A Onda                       | A Onda                                                    |
| Elmar Wepper                   | Alemanha             | Kirschblüten - Hanami | Flores de Cerejeira - Hanami | Hanami - Cerejeiras em Flor                               |

### Melhor atriz
| Atriz                | Nacionalidade (país) | Filme                          | Título no Brasil          | Título em Portugal             |
| -------------------- | -------------------- | ------------------------------ | ------------------------- | ------------------------------ |
| Kristin Scott Thomas | Reino Unido          | Il y a longtemps que je t'aime | Há Tanto Tempo Que Te Amo |                                |
| Hiam Abbass          | Israel               | Etz Limon                      |                           |                                |
| Arta Dobroshi        | Kosovo               | Le silence de Lorna            | O Silêncio de Lorna       | O Silêncio de Lorna            |
| Sally Hawkins        | Reino Unido          | Happy-Go-Lucky                 | Simplesmente Feliz        | Um Dia de Cada Vez             |
| Belén Rueda          | Espanha              | El orfanato                    | O Orfanato                | O Orfanato                     |
| Ursula Werner        | Alemanha             | Wolke Neun                     |                           | Nunca É Tarde Demais Para Amar |

### Melhor argumentista/roteirista
| Argumentista/Roteirista                                                                       | Nacionalidade (país) | Filme             | Título no Brasil | Título em Portugal                                |
| --------------------------------------------------------------------------------------------- | -------------------- | ----------------- | ---------------- | ------------------------------------------------- |
| Maurizio Braucci Ugo Chiti Gianni Di Gregorio Matteo Garrone Massimo Gaudioso Roberto Saviano | Itália               | Gomorra           | Gomorra          | Gomorra                                           |
| Suha Arraf Eran Riklis                                                                        | Israel               | Etz Limon         |                  |                                                   |
| Ari Folman                                                                                    | Israel               | Waltz with Bashir | Valsa com Bashir | Valsa com Bashir                                  |
| Paolo Sorrentino                                                                              | Itália               | Il Divo           | O Divo           | Il Divo - A Vida Espectacular de Giulio Andreotti |

### Melhor diretor de fotografia
| Diretor de fotografia           | Nacionalidade (país)   | Filme       | Título no Brasil         | Título em Portugal                                |
| ------------------------------- | ---------------------- | ----------- | ------------------------ | ------------------------------------------------- |
| Marco Onorato                   | Itália                 | Gomorra     | Gomorra                  | Gomorra                                           |
| Luca Bigazzi                    | Itália                 | Il Divo     | O Divo                   | Il Divo - A Vida Espectacular de Giulio Andreotti |
| Óscar Faura                     | Espanha                | El orfanato | O Orfanato               | O Orfanato                                        |
| Sergey Trofimov Rogier Stoffers | Rússia · Países Baixos | Mongol      | O Guerreiro Genghis Khan |                                                   |

### Melhor compositor
| Compositor         | Nacionalidade (país)  | Filme                | Título no Brasil   | Título em Portugal |
| ------------------ | --------------------- | -------------------- | ------------------ | ------------------ |
| Max Richter        | Alemanha/ Reino Unido | Waltz with Bashir    | Valsa com Bashir   | Valsa com Bashir   |
| Tuur Florizoone    | Bélgica               | Aanrijding in Moscou | Moscou, Bélgica    |                    |
| Dario Marianelli   | Itália                | Atonement            | Desejo e Reparação | Expiação           |
| Fernando Velázquez | Espanha               | El orfanato          | O Orfanato         | O Orfanato         |

### Melhor documentário
| Documentário                  | Título no Brasil | Título em Portugal | Diretor/Realizador              | Produção (país)    |
| ----------------------------- | ---------------- | ------------------ | ------------------------------- | ------------------ |
| René                          |                  |                    | Helena Trestíková               | Chéquia            |
| Durakovo: Le village des fous |                  |                    | Nino Kirtadze                   | França             |
| Fados                         | Fados            | Fados              | Carlos Saura                    | Portugal / Espanha |
| Kinder. Wie die Zeit vergeht. |                  |                    | Thomas Heise                    | Alemanha           |
| La mère                       |                  |                    | Antoine Cattin Pavel Kostomarov | Suíça              |
| Man on Wire                   | O Equilibrista   | Homem no Arame     | James Marsh                     | Reino Unido        |
| Naufragés des Andes           |                  |                    | Gonzalo Arijón                  | França             |
| Občan Havel                   |                  |                    | Pavel Koutecký Miroslav Janek   | Chéquia            |
| Pyhän kirjan varjo            |                  |                    | Arto Halonen                    | Finlândia          |
| The Dictator Hunter           |                  |                    | Klaartje Quirijns               | Países Baixos      |

### Filme revelação
| Filme        | Título no Brasil   | Título em Portugal | Diretor/Realizador | Produção (país)                                   |
| ------------ | ------------------ | ------------------ | ------------------ | ------------------------------------------------- |
| Hunger       |                    | Fome               | Steve McQueen      | Reino Unido                                       |
| Snijeg       |                    |                    | Aida Begić         | Bósnia e Herzegovina / Alemanha / França / Irão   |
| Tatil kitabi | O Livro das Férias |                    | Seyfi Teoman       | Turquia                                           |
| Tulpan       |                    | Tulpan             | Sergey Dvortsevoy  | Alemanha / Suíça / Cazaquistão / Rússia / Polónia |

### Prémio FIPRESCI
| Filme                 | Título no Brasil  | Título em Portugal     | Diretor/Realizador  | Produção (país) |
| --------------------- | ----------------- | ---------------------- | ------------------- | --------------- |
| La Graine et le Mulet | O Segredo do Grão | O Segredo de um Cuscuz | Abdellatif Kechiche | França          |

### Melhor curta-metragem
Os nomeados para Melhor Curta-Metragem foram selecionados por um júri independente em vários festivais de cinema por toda a Europa.
| Curta-metragem         | Diretor/Realizador          | Produção (país)      | Festival                  |
| ---------------------- | --------------------------- | -------------------- | ------------------------- |
| Frankie                | Darren Thornton             | Irlanda              | Festival de Berlim        |
| Raak                   | Hanro Smitsman              | Países Baixos        | Festival de Gent          |
| The Apology Line       | James Lees                  | Reino Unido          | Festival de Cork          |
| Un bisou pour le monde | Cyril Paris                 | França               | Festival de Valladolid    |
| Procrastination        | Johnny Kelly                | Reino Unido          | Festival de Angers        |
| Joy                    | Joe Lawlor Christine Molloy | Reino Unido          | Festival de Roterdão      |
| The Pearce Sisters     | Luis Cook                   | Reino Unido          | Festival de Tampere       |
| Time is Running Out    | Marc Reisbig                | Reino Unido          | Festival de Cracóvia      |
| Uguns                  | Laila Pakalnina             | Letônia              | Festival de Grimstad      |
| Smáfuglar              | Rúnar Rúnarsson             | Islândia             | Festival de Edimburgo     |
| Love You More          | Sam Taylor-Wood             | Reino Unido          | Festival de Vila do Conde |
| Tolerantia             | Ivan Ramadan                | Bósnia e Herzegovina | Festival de Sarajevo      |
| De onbaatzuchtigen     | Koen Dejaegher              | Bélgica              | Festival de Veneza        |
| Türelem                | Laszlo Nemes                | Hungria              | Festival de Drama         |

### Prémio de carreira
- Judi Dench

### Prémio de mérito europeu no Cinema Mundial
- Søren Kragh-Jacobsen
- Kristian Levring
- Lars von Trier
- Thomas Vinterberg

### Prémio de Excelência
| Pessoa(s)            | Atividade       | Filme            | Título no Brasil  | Título em Portugal             |
| -------------------- | --------------- | ---------------- | ----------------- | ------------------------------ |
| Magdalena Biedrzycka | figurinista     | Katyń            | Katyn             |                                |
| Marton Agh           | diretor de arte | Delta            |                   | Delta                          |
| Laurence Briaud      | montador        | Un conte de Noël | Um Conto de Natal | Um Conto de Natal              |
| Petter Fladeby       | sonoplasta      | O'Horten         | Caro Sr. Horten   | A Nova Vida do Senhor O'Horten |

### Prémio do Público
O vencedor do Prémio Escolha do Público foi escolhido por votação on-line.
| Filme                                     | Título no Brasil                | Título em Portugal              | Diretor/Realizador         | Produção (país)                                     |
| ----------------------------------------- | ------------------------------- | ------------------------------- | -------------------------- | --------------------------------------------------- |
| Harry Potter and the Order of the Phoenix | Harry Potter e a Ordem da Fênix | Harry Potter e a Ordem da Fénix | David Yates                | Reino Unido / Estados Unidos                        |
| Arn - Tempelriddaren                      | Arn - O Cavaleiro Templário     | O Cavaleiro Templário           | Peter Flinth               | Suécia / Dinamarca / Noruega / Finlândia / Alemanha |
| Atonement                                 | Desejo e Reparação              | Expiação                        | Joe Wright                 | Reino Unido / França                                |
| Ben X                                     | Ben X - A Fase Final            |                                 | Nic Balthazar              | Bélgica / Países Baixos                             |
| Bienvenue chez les Ch'tis                 | A Riviera Não É Aqui            | Bem-Vindo ao Norte              | Dany Boon                  | França                                              |
| Die Welle                                 | A Onda                          | A Onda                          | Dennis Gansel              | Alemanha                                            |
| El orfanato                               | O Orfanato                      | O Orfanato                      | Juan Antonio Bayona        | Espanha / México                                    |
| Ensemble, c'est tout                      |                                 | Enfim, Juntos                   | Claude Berri               | França                                              |
| Keinohrhasen                              |                                 |                                 | Til Schweiger              | Alemanha                                            |
| Mongol                                    | O Guerreiro Genghis Khan        |                                 | Sergei Bodrov              | Rússia / Alemanha / Cazaquistão                     |
| [REC]                                     | [REC]                           | [REC]                           | Jaume Balagueró Paco Plaza | Espanha                                             |
| Saturno contro                            | Saturno em Oposição             |                                 | Ferzan Özpetek             | Itália / França / Turquia                           |

## Netografia
- «Vencedores dos EFA 2008» (em inglês)
- «Nomeados para os EFA 2008» (em inglês)